# 서울대학교 eTL
서울대학교 eTL(Seoul National University e-Teaching & Learning)은 서울대학교에서 운영 중인 전자 학습 서비스이다.

## 제1기 (2005년 3월~2006년 8월)

### 개요
2005년 서울대학교 중앙전산원은 당시 운영 중인 서울대학교 포털(현재의 mySNU)에 e-class라는 이름의 전자 학습 서비스를 시작하였다. 이때의 e-class 서비스는 강의실 수업을 보조하기 위한 전자 게시판 수준의 서비스를 제공하였다.

### 문제점
e-class 서비스는 교수자의 선택에 따라 개설 여부가 결정되었는데, e-class 서비스 시행 당시 상당수의 서울대학교 소속 단과대학들은 자체적으로 강의 게시판 서비스를 운영하고 있었기 때문에 e-class 서비스의 필요성을 느끼지 못하였다. 또한, e-class 서비스가 제공하는 기능이 인터넷 포털 사이트에서 제공하는 커뮤니티 서비스보다 기능이 상당히 미약하였고, 특히 게시물에 대한 댓글 기능의 부재는 교수자와 학습자 모두 e-class 서비스를 꺼리고 인터넷 포털 사이트의 커뮤니티 서비스를 선호하게 하였다. 결과적으로, 개설 강좌 전체 6100여 개 중 10%에도 미치지 못할 정도로 활용도가 낮고 일관적인 체계 없이 이뤄져 자원 낭비, 예산 중복 집행 등 지적을 받았다.

## 제2기 (2006년 9월~2011년 2월)

### 개요
제1기의 e-class 서비스는 사용자들로부터 외면받았지만, 전자 학습 서비스에 대한 사용자들의 요구는 지속해서 증가하고 있었다. 이러한 요구에 부응하기 위하여, 서울대학교는 교무처의 주관으로 2005년 9월 새로운 전자 학습 서비스를 기획하고, 약 6개월간의 선진 사례 비교분석, 학내 의견 수렴, 자문회의 등을 거쳐 Blackboard Learning System을 기반으로 한 전자 학습 시스템의 도입을 결정하였다. 이후 서울대학교 교수학습개발센터가 시스템 개발 및 운영 관리를 맡아 2006년 초 시스템 구축 작업을 시작하고, 2006년 가을학기에 eTL 서비스로 개명하여 서비스를 시작하였다.
제2기의 eTL에는 제1기의 e-class 서비스에서 존재하지 않아 문제가 되었던 게시물 답글 기능이 추가되었으며, 교수자의 활용 정도에 따라 메뉴 구성이 가능해졌고, 과제 제출 확인 기능, 단문 메시지 서비스를 통하여 수업 관련 정보를 전달할 수 있는 기능이 추가되었다. 또한 외국인 학생의 학내 비율이 증가함에 따라 11개 언어 지원 서비스를 시작하였다. 제2기의 eTL 시스템 구축에는 예산 약 8억 원이 사용되었다.

### 문제점
서울대학교 교수학습개발센터는 e-class 서비스 이용자들의 eTL 서비스로의 전환을 위하여 e-class 서비스를 폐쇄하고 사용자들이 eTL 서비스를 이용하도록 강제하였다. 그러나 도입 전 충분한 테스트 기간을 거치지 못하여 초기 서비스 불안정이 심각하게 나타났으며, 사용자의 환경에 따라 몇몇 기능이 정상적으로 작동하지 않는 등 시스템 호환성이 부족하였고, 사용자들이 새로운 서비스에 적응할 시간이 부족하여 많은 혼란이 야기되었다. 이러한 문제들을 이유로 하여 일부 교수자들은 기존의 e-class 서비스와 새로운 eTL 서비스의 일정 기간 동시 운영을 건의하였지만
서울대학교 교수학습개발센터 측은 운영 인력과 비용, 행정상의 문제를 이유로 이를 거부하였다.
서울대학교 교수학습개발센터의 지속적인 사용 방법 교육을 통하여 사용자들의 혼란은 어느 정도는 해소되었으나, 시스템적인 문제들은 제3기 eTL 시스템으로 개편되는 2012년까지도 완전하게 해결되지는 못하였다. 학사행정 연동 불가 현상(2007년 3월), "나의 강의실" 메뉴 접속 불가 현상(2007년 3월, 2007년 9월, 2009년 3월, 2009년 9월) 등이 지속해서 발생하여 사용자들의 불만이 누적되었고 이는 eTL 이용률이 저하되는 요인이 되었다. 서울대학교 교수학습개발센터는 학기에 개설되는 강좌의 eTL 서비스가 자동으로 생성되도록 하여 사용자들을 유인하였지만, 여전히 사용자들은 단과대학의 강의 게시판을 이용하거나 인터넷 포털의 커뮤니티 서비스를 이용하는 경우가 상당수 존재하였다.
외국인 학생을 위한 11개 언어 지원 기능도 형식적으로만 구현되어 있을 뿐 실질적으로 사용하기에 어려움이 있었고, 이 문제 또한 개편 시까지 해결되지 못하였다.

## 제3기 (2012년 3월~현재)

### 개요
제2기 eTL 시스템의 불안정이 완전하게 해결되지 않자, 사용자들의 불만은 지속해서 제기되었고 eTL 이용률도 미미한 수준에 그치게 되었다. 또한, 스마트폰과 태블릿 컴퓨터 등 모바일 기기의 사용이 늘어났지만 제2기의 eTL 시스템은 모바일 기기의 웹 브라우저를 지원하지 않는 한계가 있었다. 서울대학교 교수학습개발센터는 이러한 문제를 해결하고자 새 eTL 시스템을 구축하기로 하였다. 2011년 12월부터 약 3개월간의 시범 운영을 거쳐 서비스 안정성을 확보하고, 실제 사용자들의 의견을 반영한 사용자 인터페이스를 구현하여 2012년 3월부터 본격적인 서비스를 시작하였다.
제3기 eTL 시스템은 무들을 기반으로 구축되어 다양한 브라우저 및 모바일 기기를 지원하며, 제2기 eTL 시스템의 문제점들을 대부분 해결하였다. 또한, 저작권 관련 설정 기능, 표절 방지 검색 시스템, 외부 소셜 네트워크 서비스 연동 등의 기능이 추가되었다.

## 참조
1. 1 2  “서울대 온라인으로 강의한다”. 2006년 7월 9일.
2. ↑  “etl이 eclass보다 발전한 것인가?”. 2006년 9월 13일.[깨진 링크(과거 내용 찾기)]
3. ↑  
“기존의 e-class를 지원해 주실 수는 없을까요?”. 2006년 9월 14일. 2016년 3월 14일에 원본 문서에서 보존된 문서. 2012년 3월 18일에 확인함.
4. ↑  
“e-TL과 e-class를 동시에 운영하였으면 하는 의견에 대하여..”. 2006년 10월 2일. 2016년 3월 15일에 원본 문서에서 보존된 문서. 2012년 3월 18일에 확인함.
5. ↑  “서울대 온라인강좌 40%대 불과”. 2007년 1월 7일.
6. ↑  
“이티엘 사용률 55%로 나타나”. 2007년 5월 27일.
7. ↑  “외국인, 정보화포털·이티엘 사용 어려워”. 2007년 11월 4일.